# Gautier Serre
Gautier Serre is een Franse artiest, hij brengt onder de aliassen Igorrr en Whourkr een unieke combinatie van breakcore, moderne barokmuziek, black metal, death metal en triphop uit. Hij werkt ook regelmatig samen met andere artiesten, waaronder Aphrodite Patoulidou.

## Discografie

### Igorrr
- 2004 : Démo
- 2009 : Moisissure (Acroplane recordings)
- 2010 : Poisson Soluble / Moisissure (Impulsive Art)
- 2010 : BaroqueCore EP (Aentitainment Records)
- 2010 : Nostril (Ad Noiseam)
- 2011 : Poisson Soluble / Moisissure (Ad Noiseam)
- 2012 : Hallelujah (Ad Noiseam)
- 2014 : Maigre (Ad Noiseam), in samenwerking met Ruby my dear
- 2017 : Savage Sinusoid (Metal Blade Records)
- 2020 : Spirituality And Distortion

### Whourkr
- 2005 : Démo
- 2007 : Naät (Suprachaotic Records)
- 2008 : Concrete (Crucial Blast Records)
- 2010 : Concrete (Trendkill Recordings)
- 2012 : 4247 Snare Drums (Ad Noiseam)